# Éditions Nuit d'avril
 (février 2010).
Si vous disposez d'ouvrages ou d'articles de référence ou si vous connaissez des sites web de qualité traitant du thème abordé ici, merci de compléter l'article en donnant les références utiles à sa vérifiabilité et en les liant à la section « Notes et références ».
Les Éditions Nuit d'Avril sont une maison d’édition française ayant édité des ouvrages entre 2003 et 2008.
Elle a été fondée en 2003 à Oulon, un petit village de la Nièvre, à l’initiative de l’auteur Franck Guilbert. Uniquement dédiées à la littérature fantastique francophone d'inspiration gothique, elles ont en particulier édité les premiers ouvrages d'auteurs comme Cédric Sire, Céline Guillaume, Estelle Valls de Gomis, Ambre Dubois ou encore Franck Ferric. Elles ont cessé leurs activités, à la suite d'une procédure de liquidation judiciaire simplifiée, en 2008.

## Liste des parutions
1. Mia Cage (ill. Michelle Blessemaille), Necrophilia, Oulon, Éd. Nuit d'avril, 2004 (réimpr. 2005), 320 p. (ISBN 2-35072-005-5)
2. Franck Guilbert (ill. Michelle Blessemaille), Les Chemins du destin, Linas, Éd. Nuit d'avril, 2003 (réimpr. 2005), 256 p. (ISBN 2-9519741-2-4)Primé au concours international Littéraire 2002
3. Fabrice Nicolas (ill. Michelle Blessemaille), Nous nous reverrons... hier, Oulon, Éd. Nuit d'avril, 2004 (réimpr. 2005), 496 p. (ISBN 2-9519741-7-5)
4. Emmanuelle Maia (ill. Michelle Blessemaille), La Croix du néant, Oulon, Éd. Nuit d'avril, 2004 (réimpr. 2005), 320 p. (ISBN 2-9519741-9-1)
5. Thierry Iochem (ill. Michelle Blessemaille), Le Pénitent du Diable, Oulon, Éd. Nuit d'avril, 2004 (réimpr. 2005), 144 p. (ISBN 2-35072-002-0)
6. Cédric Sire (ill. Michelle Blessemaille), Déchirures : nouvelles, Oulon, Éd. Nuit d'avril, 2005, 240 p. (ISBN 2-35072-004-7)Coup de cœur 2005 des Bibliothèques de Paris, section Science Fiction
7. Céline Guillaume (ill. Michelle Blessemaille), La Perle d’éternité, Oulon, Éd. Nuit d'avril, 2004 (réimpr. 2005), 96 p. (ISBN 2-9519741-8-3)
8. Olivier Bidchiren (ill. Michelle Blessemaille), Les Méandres de la folie : nouvelles, Oulon, Éd. Nuit d'avril, 2004 (réimpr. 2005), 176 p. (ISBN 2-35072-000-4)
9. Jean Rollin, Bestialité, Oulon, Éd. Nuit d'avril, 2004, 120 p. (ISBN 2-35072-015-2)
10. Estelle Valls de Gomis (ill. Michelle Blessemaille), Le Cabaret vert : déités disparues et esthètes immoraux, Oulon, Éd. Nuit d'avril, 2004 (réimpr. 2006), 208 p. (ISBN 2-35072-001-2)
11. Virginia Schilli, Par le sang du démon : Anders, Oulon, Éd. Nuit d'avril, 2006, 240 p. (ISBN 2-35072-018-7)
12. Michel Rozenberg, Les Maléfices du temps : et autres récits intemporels, Oulon, Éd. Nuit d'avril, 2004 (réimpr. 2005), 176 p. (ISBN 2-35072-019-5)
13. Franck Guilbert (ill. Michelle Blessemaille), Au Lendemain du dernier Jour, Linas, Éd. Nuit d'avril, 2003 (réimpr. 2006), 288 p. (ISBN 2-9519741-1-6)
14. Arnaud Prieur, Les Songes-creux, Oulon, Éd. Nuit d'avril, 2006, 224 p. (ISBN 2-35072-021-7)
15. Adam Possamai, Perles noires, Oulon, Éd. Nuit d'avril, 2005 (réimpr. 2006), 224 p. (ISBN 2-35072-022-5)
16. Alexis Lorens, Le Long des sentiers obscurs, Oulon, Éd. Nuit d'avril, 2006, 256 p. (ISBN 2-35072-023-3)
17. Emmanuelle Maia, Résurgences, Oulon, Éd. Nuit d'avril, 2006, 297 p. (ISBN 2-35072-024-1)
18. Michel Rozenberg (ill. Michelle Blessemaille), Altérations : nouvelles, Oulon, Éd. Nuit d'avril, 2006, 158 p. (ISBN 2-35072-025-X)
19. Amelith Deslandes, Les Loges funèbres : nouvelles, Oulon, Éd. Nuit d'avril, 2006, 189 p. (ISBN 2-35072-026-8)
20. Cédric Sire, Angemort, Oulon, Éd. Nuit d'avril, 2006, 231 p. (ISBN 2-35072-027-6)
21. Céline Guillaume, Le Serment de Cassandra, Oulon, Éd. Nuit d'avril, 2006, 154 p. (ISBN 2-35072-028-4)
22. Fabrice Nicolas (ill. Michelle Blessemaille), Les Marionnettistes : une nouvelle aventure de la fine équipe, Oulon, Éd. Nuit d'avril, 2006, 372 p. (ISBN 2-35072-029-2)
23. Olivier Bidchiren, Dans l’antre des esprits, 2006
24. David Gibert, L’Ombre de l’âme, Oulon, Éd. Nuit d'avril, 2007, 416 p. (ISBN 978-2-35072-031-9)
25. Virginia Schilli (ill. Natalie Shau), Délivre-nous du mal, Oulon, Éd. Nuit d'avril, 2007, 277 p. (ISBN 978-2-35072-032-6)
26. Estelle Valls de Gomis (ill. Dorian Machecourt), Des Roses et des Monstres, Oulon, Éd. Nuit d'avril, 2007, 183 p. (ISBN 978-2-35072-033-3)
27. Armand Cabasson, Le Poisson Bleu Nuit, 2007, 208 p. (ISBN 978-2-35072-034-0 et 2-35072-034-9)
28. Ambre Dubois, Le Manoir des immortels, Oulon, Nuit d'avril, 2007, 208 p. (ISBN 978-2-35072-034-0)
29. Franck Ferric, Marches nocturnes, 2007, 196 p. (ISBN 978-2-35072-036-4 et 2-35072-036-5)
30. Cédric Sire, Dreamworld, 2007, 264 p. (ISBN 978-2-35072-037-1 et 2-35072-037-3)
31. Franck Guilbert (ill. Jimmy Kerast), Et la lumière disparaît, Oulon, Éd. Nuit d'avril, 2004 (réimpr. 2007), 300 p. (ISBN 978-2-35072-038-8)
32. Alain Bérard, Sous le signe du lemming, 2008, 179 p. (ISBN 978-2-35072-039-5)
33. Céline Guillaume, La Litanie des anges, 2008, 114 p. (ISBN 978-2-35072-040-1)

À cette liste s'ajoutent deux parutions hors série de nouvelles :
- Mia Cage, Les Os de verre, 2004, 138 p. (ISBN 978-2-9519741-4-2)
- David Gibert, À l’encre des ténèbres, 2004, 85 p. (ISBN 978-2-9519741-3-5)